# گرمایل
گرمایل (کَرمایل)، در شاهنامه نام گران مایه‌ای پارسا می‌باشد که صفت پیش‌بین دارد. او به همراهی ارمایل پاکدین، برای رهانیدن نیمی از جوانانی که قربانی ماران ضحاک می‌شدند، به خوالیگری (آشپزی) شاه تازی پرداختند و با استفاده از مغز گوسفند، هر شب یکی از دو جوان قربانی را نجات داده و او را پنهان می‌نمودند. چون شمار این جوانان به دویست نفر می‌رسید، آنان را همراه چند میش و بره راهی صحرا می‌نمودند.

## گرمایل در شاهنامه
به گزارش شاهنامه، کردان، از نژاد همان جوانانی هستند که با یاری ارمایل و گرمایل از مهلکهٔ ضحاک گریختند.. فردوسی در بیتی از شاهنامه اش، از ارمایل و گرمایل چنین یاد می‌کند:
| یکی نام ارمایل پاک‌دین       |  | دگر نام گرمایل پیش‌بین      |
| چنان بد که بودند روزی به هم |  | سخن رفت هرگونه از بیش و کم |
| ز بیدادگر شاه وز لشکرش      |  | وزان رسم‌های بد اندر خورش   |
| یکی گفت ما را به خوالیگری   |  | بباید بر شاه رفت آوری      |
| وزان پس یکی چاره‌ای ساختن    |  | ز هر گونه اندیشه انداختن   |

هر پگاه هنگامی‌که نگهبانان دو جوان ایرانی به سلاخ می‌سپردند تا سلاخی شده مغز آنان خورشت اژدها گردد، ارمایل و گرمیل در خفا یکی را کشته و بجای دومی گوسفند جایگزین می‌کردند. بدین ترتیب به نجات نسل ایرانی بر آمده و ایثار می‌نمودند، چون اگر از اسرار و مأموریت‌شاش ضحاک آگاهی می‌یافت جانشان در خطر می‌افتاد. شاهنامه قربانیان هر روز را از نژاد کـُرد بر می‌شمارد و بدین منوال یکی از شناخته شده‌ترین قوم ایران کـُردها هستند. 
| چو گرد آمدی از ایشان دویست     |  | بر آنسان که نشناختندی که کیست |
| خورشگر بدیشان بزی چند و میش    |  | سپردی و صحرا نادند پیش        |
| کنون کـُرد از آن تخمه دارد نژاد |  | که ز آباد ناید به دل برش یاد  |